# Commission électorale nationale autonome (Bénin)
La Commission électorale nationale autonome (CENA) est un organe administratif béninois chargé d'organiser et de superviser les élections au Bénin. 
Il est créé en 1995 pour concrétiser et renforcer le processus démocratique amorcé au Bénin depuis la Conférence nationale des forces vives de février 1990 qui ouvre au pays la voie du régime démocratique. 
Les toutes premières élections présidentielles et législatives de 1991 sont organisées par le ministère de l’Intérieur tandis que toutes les autres sont organisées par cette commission non permanente avant le code électoral de 2013.
La Commission électorale nationale autonome connaît des métamorphoses au gré des lois électorales régissant chaque scrutin. 

## Histoire

### Réforme du système électoral
En 1990, le Bénin après avoir adopté la voie du régime démocratique au lendemain de la conférence nationale, a entrepris des réformes en vue de garantir la performance et la transparence du système électoral.
Avec la fin de l’ère du monolithisme imposé par la Loi fondamentale de 1977, l’élection cesse d’être une simple formalité, un rituel de légitimation et de ratification des choix opérés par le parti unique et l’Assemblée Nationale Révolutionnaire (ANR) ce qui engendre une certaine contestation de l’administration[pas clair] .

### Neutralité de l’Administration contestée
La neutralité reconnue à l’Administration est contestée et des doutes sérieux sur sa capacité à organiser des élections honnêtes ont pris du relief à la suite de l'euphorie née de la réussite de la Conférence nationale. Le Ministère de l’intérieur conserva ses prérogatives en matière d’organisation des élections juste pour le Référendum constituant de 1990, les élections présidentielles et législatives de 1991 assisté par du Comité national chargé du suivi des élections, créé par arrêté ministériel n°130/MISAT/MDN/MF/DC/SA du 23 octobre 1990. Ce comité a pour missions de : suivre l’organisation matérielle du référendum et des consultations électorales pendant la période de transition, veiller au respect strict des textes en vigueur, coordonner les actions des différents départements ministériels impliqués dans l’organisation du référendum et des opérations électorales .

### Naissance de deux Blocs
Après les élections de 1991, deux blocs antagonistes dont la mouvance organisée autour du Chef de l’Exécutif et de l’opposition qui contrôlait le bureau du Parlement.
A la veille des élections législatives de 1995, un climat de suspicion et doute exprimé par l’opposition sur la capacité du ministère de l’intérieur à organiser une compétition électorale malgré son expérience en la matière pour avoir organisé les élections présidentielles de 1991 et les élections législatives de 1991 sans grandes contestations.

### Naissance de la CENA
1993, l’opposition réunie au sein de la Convention Nationale des Forces de Changement saisit le Président de la République d’une requête en vue de la création d’une Commission Électorale Indépendante, seul gage d’élections réellement transparentes. Soutenue par des Organisations de la société civile, malgré la désapprobation du président Nicéphore soglo, Chef de l’Etat d’alors pour la création de cette commission indépendante, l’opposition réussit à introduire et à faire voter à l’Assemblée Nationale la lois créant la Commission Electorale Nationale Autonome (CENA) le 15 septembre 1994, veille des élections législatives de 1995.  
Le recours en inconstitutionnalité du Chef de l’Etat en date du 30 novembre 1994 n’a pas prospéré à la Cour constitutionnelle qui a jugé en faveur du Parlement.
La promulgation de la loi N° 94-013 du 17 janvier 1995 portant règles générales pour les élections du Président de
la République et des membres de l’Assemblée nationale mettait désormais fin à toute suspicion en matière de fraudes électorales au Bénin. La loi N° 94-014 du 27 janvier 1995 portant code électoral en République du Bénin institue la CENA et la loi N° 94-015 du 27
janvier 1995 définit son mode de fonctionnement.

## Missions
Le code électoral dans son article 15 précise :
La Commission électorale nationale autonome (CENA) est chargée notamment de :
- La préparation, de l’organisation, du déroulement, de la supervision des opérations de vote et de la centralisation des résultats ;
- L’organisation et de la supervision des opérations référendaires et électorales ;
- L’élaboration des documents, actes et procédures devant, d’une part assurer la régularité, la sécurité, la transparence des scrutins et, d’autre part, garantir aux électeurs ainsi qu’aux candidats, le libre exercice de leur droit ;
- La formation des agents électoraux ;
- L’information des citoyens sur le contenu du code électoral ;
- La commande et du déploiement du matériel électoral ;
- La commande des bulletins de vote et de l’ensemble du matériel électoral ;
- La répartition du matériel électoral dans les centres de vote ;
- L’enregistrement des candidatures et leur publication ;
- L’étude des dossiers de candidature ;
- La nomination des représentants de la majorité et de l’opposition Parlementaire dans les postes de vote, après désignation de ceux-ci par l’Assemblée Nationale ;
- L’établissement de la liste des observateurs internationaux à inviter par le gouvernement qui établit les accréditations ;
- L’établissement du code des observateurs ;
- L’attribution des documents d’identification aux observateurs et de la coordination de leurs activités ;
- La publication des grandes tendances des résultats provisoires.

### Organisation

#### Membres de la commission[4]
| N  | Nom & Prénoms   | Statut ou Fonction              |
| -- | --------------- | ------------------------------- |
| 01 | Sacca Lafia     | PRÉSIDENT du Conseil Électorale |
| 02 | Nicolas ASSOGBA | RAPPORTEUR                      |
| 03 | François Abiola | Conseiller                      |
| 04 | Sanni GOUNNOU   | Conseiller                      |
| 05 | Laurentine DAVO | Conseiller                      |
| 06 | Abou ADAM SOULÉ | Directeur Général des Élections |

### Relations avec les institutions
Conformément à ses attributions, son organisation et son Fonctionnement, le processus électoral met en scène la CENA et plusieurs institutions :
| Nature de l'Institution      | Description de l'Institution                                     | Type de rapport       | Rôles ou observation |  |
| ---------------------------- | ---------------------------------------------------------------- | --------------------- | --- |  |
| Gouvernement                 | Ministère de l’économie et des finances                          | Fonctionnels          | Mobilisation et mise à disposition des ressources |  |
| Gouvernement                 | Ministère de l’intérieur                                         | Fonctionnels          | Déploiement des agents de sécurité sur les lieux de vote afin de mettre de l’ordre dans le processus électoral.                                                                                                   |  |
| Gouvernement                 | Ministère de la défense                                          | Fonctionnels          | Déploiement des agents de sécurité sur les lieux de vote afin de mettre de l’ordre dans le processus électoral.                                                                                                   |  |
| Institutions nationales      | Assemblée nationale                                              | Fonctionnels          | Organisation des élections |  |
| Institutions nationales      | Cour constitutionnelle                                           | Fonctionnels          | Organisation des élections |  |
| Institutions nationales      | Cour suprême                                                     | Fonctionnels          | Organisation des élections |  |
| Institutions nationales      | Haute cour de justice                                            | Fonctionnels          | Organisation des élections |  |
| Institutions nationales      | Haute autorité de l'audio visuelles et de la communication       | Cycliques             | *S’occupe du rôle des médias avant, pendant et après les élections. *Sanctions des candidats pour des dérives électorales                                                                                         |  |
| Institutions Sous-régionales | Communauté économique des États de l'Afrique de l'Ouest (CEDEAO) | Cycliques             | Supervision électorale comme observateur internationaux |  |
| Institutions Sous-régionales | Union économique et monétaire ouest-africaine (UEMOA)            | Cycliques             | Supervision électorale comme observateur internationaux |  |
| Institutions internationales | Partenaires Techniques et Financiers (PTF)                       | Fonctionnels          | Sur la base d’une prévision budgétaire de sept millions huit cent vingt-neuf mille trois cent trente-sept (7.829.337) ont été mis à la disposition de la CENA par les PTF pour l’élection présidentielle de 2011. |  |
| Autres Institutions          | Société civile                                                   | épisodiques           | Supervision électorale comme observateur internationaux |  |
| Autres Institutions          | Organisations non gouvernementales (ONG)                         | épisodiques           | Supervision électorale comme observateur internationaux |  |
| Autres Institutions          | Acteurs politiques (partis politiques et candidats)              | Opérationnels         | Le rôle des partis politiques n'est pas aussi visible ou direct car ils sont déjà représentés dans l’appareil de la structure.                                                                                    |  |
| Autres Institutions          | Les médias                                                       | épisodiques           | |  |
| Autres Institutions          | CPS/LEPI-MIRENA                                                  | Invisibles/Indirectes | Notamment dans le cadre l'organisation des élections présidentielles de mars 2011 et législatives d’avril 2011.                                                                                                   |  |

## Bilan depuis sa création
Depuis l’amorce du renouveau démocratique en 1990, sur les dix sept (17) élections organisées au Bénin, quinze (15) sont à l'actif de cette institution du fait que les toutes premières élections présidentielle de 1991 et législatives de 1991 ont été organisées par le Ministère de l’Intérieur. Il s'agit de,: 
- six (6) élections présidentielles : 1996, 2001, 2006, 2011 et 2016;
- six (06) élections législatives en , 1995, 1999, 2003, 2007, 2011 et 2015;
- Trois (03) élections communales et locales en 2002/2003, 2008 et 2015

## Succès ou atouts de la CENA
Depuis sa création en 1995, la CENA a enregistré des succès dans sa mission d’organisation des élections au Bénin. En effet, elle organise tous les quatre et cinq ans, des élections qui permettent d’enregistrer respectivement quatre-vingt-trois (83) députés à l’assemblée nationale, un (01) Président de la République et soixante-dix-sept (77) maires sur toute l’étendue du territoire national. 
Par ailleurs, il est observé d’autres succès pour cette institution dont entre autres : 
- Proclamation provisoire des résultats des élections par la CENA sans bain de sang ce qui fait du Bénin un pays de stabilité politique, de paix et de tranquillité dans la sous régions africaine;
- Observation d’une certaine autonomie dans l’élaboration, l’adoption, et la gestion son budget et son règlement intérieur. C’est le cas avec la CENA de 2013 qui a un mandat de sept ans;
- Election de son bureau en son sein par ses membres;
- Etablissement du calendrier électoral.

## Difficultés ou contraintes de la CENA

### Contraintes politiques
Processus de désignation des membres
Remise en cause de son impartialité